# Wouter Leefers
Wouter Leefers (Haia, 12 de janeiro de 1953) é uma ex-jogadora de hóquei no gelo holandesa. Leefers fez sua estréia na Seleção Nacional de Hóquei Holandesa, no dia 21 de maio de 1971, em Munique. Ele participou de duas Olimpíadas.